# 潘奕隽

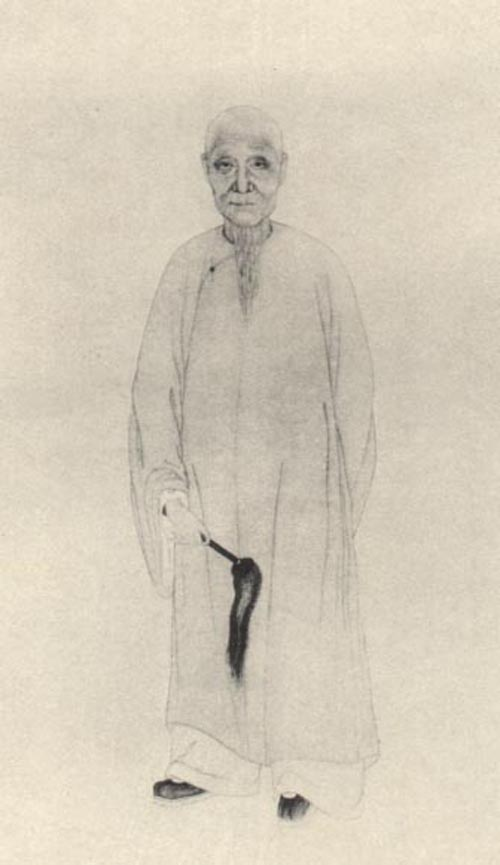
《清代學者象傳》之潘奕雋像

潘奕隽（1740年—1830年），字守愚，号榕皋，一号水云漫士。江苏吴县人，祖籍安徽歙縣。
世代以販鹽起家。潘暄之孫。潘冕的长子，潘奕藻之兄長。十六歲以商籍补仁和县学生。乾隆三十四年（1769年）己丑科進士，授内阁中书，官至户部主事。乾隆五十一年，擔任贵州乡试副主考。乾隆五十三年升任戶部貴州司主事。潘奕雋自感不平，是年冬引疾歸里，與藏書家黃丕烈、袁廷檮優遊林下。擅长书法，宗颜、柳。喜收藏书画。道光二年（1822年）壬午赴鹿鸣宴，江浙两省重赴鹿鸣宴者，惟余集与潘奕隽两人，时称吴越二老先生。道光十年（1830年）去世，得年九十一。著有《三松堂集》。有子潘世璜。